# Зырянова (Иркутская область)
Зырянова — упразднённая заимка в Черемховском районе Иркутской области России. Входила в состав Черемховского муниципального образования. Упразднена в 2004 году.

## География
Располагалась в верщине балки из которой берет начало река Глинная, в 1 км к юго-востоку от села Рысево.

## История
По данным на 1926 год заимка состояла из 20 хозяйств. В административном отношении входила в состав Шадринского сельсовета Черемховского района Иркутского округа Сибирского края.
Постановлением губернатора Иркутской области от 2 декабря 2004 года № 62-оз заимка исключена из учётных данных.

## Население
По данным переписи 1926 года на заимке проживало 92 человека (42 мужчины и 50 женщины), основное население — русские.
По данным переписи 2002 года на заимке отсутствовало постоянное население.